# Diabolis Interium
| Оценки критиков | Оценки критиков |
| Источник        | Оценка          |
| --------------- | --------------- |
| About.com       | [ 1 ]           |
| AllMusic        | [ 2 ]           |

Diabolis Interium — третий студийный полноформатный альбом шведской группы Dark Funeral, вышедший в 2001 году.

## Об альбоме
Diabolis Interium был издан, помимо обычной CD версии, в форматах диджипака, лимитированным до 10000 экземпляров. Также был выпущен лимитированный в 6666 экземпляров кожаный дигипак. В 2007 году альбом был переиздан на двух дисках, второй диск содержал мини-альбом 2000 года Teach Children to Worship Satan.

## Список композиций
| №  | Название                        | Длительность |
| -- | ------------------------------- | ------------ |
| 1. | «The Arrival of Satan's Empire» | 3:46         |
| 2. | «Hail Murder»                   | 5:02         |
| 3. | «Goddess of Sodomy»             | 4:11         |
| 4. | «Diabolis Interium»             | 4:20         |
| 5. | «An Apprentice of Satan»        | 6:04         |
| 6. | «Thus I Have Spoken»            | 4:59         |
| 7. | «Armageddon Finally Comes»      | 3:21         |
| 8. | «Heart of Ice»                  | 4:34         |

## Участники записи
- Emperor Magus Caligula — вокал, бас
- Lord Ahriman — гитара
- Dominion — гитара
- Matte Modin — ударные